# Valorant Champions Tour: Liga das Américas
O Valorant Champions Tour: Liga das Américas (em inglês: Americas League), também conhecido como VCT Américas, é uma liga internacional de esporte eletrônico do videojogo Valorant, organizada pela desenvolvedora do jogo Riot Games. A liga faz parte da série de competições do Valorant Champions Tour (VCT), sendo o campeonato de mais alto nível das Américas, englobando as regiões da América do Norte, América Latina e Brasil. As partidas são disputadas em Los Angeles, Estados Unidos, com a presença de público.

## História
Para a temporada competitiva de 2023 do Valorant Champions Tour, a Riot Games anunciou a criação de três novas ligas internacionais (Américas, EMEA, Pacífico e China). Essas ligas foram fundadas para serem as principais competições com as melhores equipes das três regiões, classificando-as para os Valorant Masters e o Valorant Champions.
No final do ano de 2023, foi anunciado a integração da liga Chinesa, totalizando 4 ligas continentais no VCT.

## Formato
Fonte: 
Fase de pontos:
- Doze equipes, cada uma enfrenta todas uma vez;
- As partidas são em melhor de três;
- As seis melhores equipes avançam para as eliminatórias, as outras quatro são eliminadas.

Eliminatórias:
- Seis equipes em uma chave de dupla eliminação;
- Todas as partidas em melhor de três, exceto as partidas da final da chave inferior e a grande final que são em melhor de cinco.

## Equipes
O VCT Américas é disputado em Los Angeles, nos Estados Unidos, de modo que todas as organizações tiveram de transferir a operação dos times de Valorant para lá.
(*) – Indica os vencedores do Ascencion (equipes não-parceiras)
| Equipe         | Região           |
| -------------- | ---------------- |
| 100 Thieves    | América do Norte |
| Cloud9         | América do Norte |
| Evil Geniuses  | América do Norte |
| NRG Esports    | América do Norte |
| Sentinels      | América do Norte |
| KRÜ Esports    | América Latina   |
| Leviatán       | América Latina   |
| FURIA          | Brasil           |
| LOUD           | Brasil           |
| MIBR           | Brasil           |
| G2 Esports*    | América do Norte |
| 2Game Esports* | Brasil           |

## Resultados
| Ano  | Etapa    | Campeão     | Placar | Vice-campeão | Ref.   |
| ---- | -------- | ----------- | ------ | ------------ | ------ |
| 2023 | 1        | LOUD        | 3–0    | NRG          | [ 9 ]  |
| 2024 | Kick-off | Sentinels   | 3–2    | LOUD         | [ 10 ] |
| 2024 | 1        | 100 Thieves | 3–0    | G2 Esports   | [ 11 ] |
| 2024 | 2        | Leviatán    | 3–1    | G2 Esports   |        |
| 2025 | Kick-off | G2 Esports  | 3–2    | Sentinels    |        |
| 2025 | 1        | G2 Esports  | 3–1    | Sentinels    |        |